# Liderança Capitalização
Liderança Capitalização est une société brésilienne fondée en 1945 et vendue en juillet 1975 au Grupo Silvio Santos. Elle est responsable de l'émission de l'obligation de capitalisation connue sous le nom de Tele Sena.
En 1996, Organizações Globo a porté une série d'accusations impliquant la société, Tele Sena et SBT, affirmant que la connexion entre eux était illégale. Le processus est toujours en cours au tribunal[Quand ?]. 